# Musei Vaticani
Le Musei Vaticani est un club de football évoluant dans le championnat du Vatican. Les joueurs du club sont des membres du personnel des musées du Vatican.

## Histoire
Le club a été fondé le 6 juin 1966 par les gardiens, les restaurateurs et les préposés du musée du Vatican qui lui ont donné le nom de  SS Hermes Musei Vaticani.  L’origine de ce nom vient du fait que beaucoup d'entre eux servaient à cette époque dans la Cour octogonale du musée Pio Clementino où se trouve une copie de la statue de Praxitèle représentant le messager des dieux Hermes.

## Classement saison par saison depuis 2010-2011
| Saison    | Nombre de points | Classement final | Source |
| --------- | ---------------- | ---------------- | ------ |
| 2010-2011 | 16               | 6e               | [ 3 ]  |
| 2011-2012 | 9                | 6e               | [ 4 ]  |

De la saison 2012-2013 à la saison 2015-2016, il a été instauré un système de play-off pour le championnat :
| Saison    | Nombre de points saison régulière | Classement saison régulière | Play-off            | Source |
| --------- | --------------------------------- | --------------------------- | ------------------- | ------ |
| 2012-2013 | 19                                | 1er                         | battu en 1/2 finale | [ 5 ]  |
| 2013-2014 | 26                                | 3e                          | battu en 1/2 finale | [ 6 ]  |
| 2014-2015 | 25                                | 3e                          | champion            | [ 7 ]  |
| 2015-2016 | 35                                | 1er                         | champion            | [ 8 ]  |

| Saison    | Nombre de points | Classement final | Source |
| --------- | ---------------- | ---------------- | ------ |
| 2016-2017 | 35               | 2e               | [ 9 ]  |
| 2017-2018 | 22               | 5e               | [ 10 ] |
| 2018-2019 | 32               | 2e               | [ 11 ] |

## Trophées
- Champion de la Cité du Vatican (4) : 1983, 2005, 2015, 2016
- Coppa ACDV : vainqueur en 1986, 2008, 2009, 2018
- Supercoppa du Vatican : 2008, 2009, 2016 [12]